# Província de Bursa
La província de Bursa  és una de les 81 províncies en què està dividida Turquia. S'ubica a la regió de la Màrmara, al sud-oest d'Istanbul i està administrada per un governador nomenat pel govern central. La seva capital és la ciutat de Bursa.

## Districtes (ilçeler)
La província es divideix en 17 districtes.
- Büyükorhan
- Gemlik
- Gürsu
- Harmancık
- İnegöl
- İznik
- Karacabey
- Keles
- Kestel
- Mudanya
- Mustafakemalpaşa
- Nilüfer
- Orhaneli
- Orhangazi
- Osmangazi
- Yenişehir
- Yıldırım

## Província
A més de la capital, Bursa, antiga capital de l'Imperi Otomà, la província conté altres ciutats d'importància històrica com İznik (Nicea). Altres ciutats importants són Mudanya, Zeytinbağı (Trilye) i Gemlik.

## Història
Antigament va dur el nom de província de Khudawendigar.
Orkhan, després de la conquesta de la zona, la va cedir com a sandjak al seu fill Murat. Sota el regne de Murat I el nom de Khudawendigar no apareix i Bursa era la capital otomana; la província era qualificada de beg sandjaghi. La primera vegada que s'esmenta com a Khudawendigar fou el 1487 i a partir d'aquesta data el nom de sandjak de Khudawendigar va substituir al de sandjak de Bursa. Fou part de l'eyalat d'Anadolu. Al segle xix fou erigida en província separada amb els sandjaks de Karahisar-i Sahib, Kutahya, Bilecik, Erdek i Biga (1846/1847). El 1860 fou rebaixada a mitasarriflik, però dos anys després va recuperar la condició de província i d'acord amb la reforma administrativa de 1864 es va dividir en els sandjaks de Kutahya, Kocaeli, Karesi i Karahisar-i Sahib. Amb la república va agafar el nom de província de Bursa.